# アルチャンダ山
アルチャンダ山（バスク語: Artxanda mendia, スペイン語: Monte Archanda）は、スペイン・バスク州ビスカヤ県にある山。

## 地理
ビスカヤ県の県都ビルバオとパガサリの境界となっている。ビルバオ市街地の南北はそれぞれ山地が他地域との境界となっているが、ビルバオ市街地の北にあり、標高が低いほうがアルチャンダ山である。よりビルバオ市街地に近く、都市化の影響を大きく受けている。アルチャンダ山と標高400mのアブリル山はサント・ドミンゴ峠で隔てられている。
ビルバオ市街地とアルチャンダ山頂付近をアルチャンダ・ケーブルカーが結んでいる。山頂付近には公園、何軒かのレストラン、1棟のホテル、1棟のスポーツ複合施設がある。アルチャンダ山はビルバオ市民にとても人気があり、観光客にはビルバオ市街地のパノラマビューを提供している。

## 交通

### メトロ・ビルバオ
ビルバオ市街地からアルチャンダ山を挟んで北側にはビルバオ空港がある。 2008年から建設中のメトロ・ビルバオの3号線はアルチャンダ山の地下を通ってビルバオ市街地とビルバオ空港を結んでおり、1,875mの複線トンネルが山を貫いている。

### アルチャンダ・ケーブルカー
1915年に開業したケーブルカーである。路線距離は770.34 m、高低差は226.49 mであり、所要時間3分で山麓駅と山頂駅を結んでいる。